# Harry McSween
Harry Y. McSween Jr., genannt Hap McSween, (* 29. September 1945 in Charlotte, North Carolina) ist ein US-amerikanischer Petrologe und Planetologe, bekannt als Experte für Meteoriten und Mars-Geologie.

## Leben und Werk
McSween studierte am Militärcollege The Citadel mit dem Bachelor-Abschluss in Chemie 1967 und an der University of Georgia in Athens mit dem Master-Abschluss in Geologie 1969 (Petrological and geochemical studies in the Coronaca area, Greenwood County, South Carolina). Von 1969 bis 1974 war er Offizier und Pilot der US Air Force in Vietnam und in Transporten weltweit. Nach seiner Rückkehr setzte er sein Studium fort und wurde 1977 an der Harvard University bei John A. Wood in Geologie promoviert (Petrologic and chemical studies of the (C3) carbonaceous meteorites). Danach ging er an die University of Tennessee in Knoxville, wo er Professor wurde und den Rest seiner Karriere blieb. 1987 bis 1997 war er Leiter seines Departments und 1998 wurde er Distinguished Professor.
Er befasste sich vor allem mit Meteoriten und war dabei ein führender Vertreter der Herkunft einiger auf der Erde gefundener Meteoriten vom Mars. Die Idee dazu hatten er und Edward Stolper als Studenten in Harvard. McSween war an Mars-Missionen der NASA beteiligt, darunter der Mars Pathfinder Mission 1997, am Mars Global Surveyor, Mars Odyssey und der Entwicklung von Marserkundungs-Rovern und der Dawn Asteroid Orbiter Mission. Außerdem wirkt er als Petrologe und untersuchte Plutonite und metamorphe Gesteine im Südosten der USA.
Er war Gastwissenschaftler am japanischen nationalen Institut für Polarforschung, an der University of Hawaii in Manoa und am Caltech.
Er erhielt 1977 den Niniger Award for Meteorite Studies, 1982 die Antarctic Service Medal der National Science Foundation, 1985 den Bradley Prize der Geological Society of Washington und zwei NASA Group Achievement Awards (1983, 1998). Er war Präsident der Meteoritical Society und Leiter der Abteilung Planeten der Geological Society of America, deren Präsident er auch war. 1999 erhielt er die Leconte Medaille des South Carolina Science Council und wurde Mitglied der South Carolina Hall of Science and Technology. Er erhielt die Leonard Medal der Meteoritical Society, 2012 die J. Lawrence Smith Medal für Meteoritenforschung der National Academy of Sciences und 2013 den Whipple Award für Planetologie der American Geophysical Union. 2002 wurde er Mitglied der American Academy of Arts and Sciences und 2021 der National Academy of Sciences. 2013 wurde er Southeastern Conference (SEC) Universities Professor of the Year.
Nach ihm ist der Asteroid 5223 McSween benannt.

## Schriften (Auswahl)
- Stardust to planets : a geological tour of the solar system, New York: St. Martin's Press, 1993
- Fanfare for Earth: The Origin of Our Planet and Life, New York: St. Martin's Press 1997
- Meteorites and their parent planets, Cambridge UP, 2. Auflage 1999
- mit Steven M. Richardson, Maria E. Uhle: Geochemistry: Pathways and Processes, Columbia University Press, 2. Auflage 2003
- mit Gary P. Huss: Cosmochemistry, Cambridge UP 2010
- mit Jeffrey E. Moersch, Devon M. Burr, William M. Dunne, Joshua P. Emery, Linda C. Kah, Molly C. McCanta: Planetary Geoscience, Cambridge UP 2019